# Weihrauchzedern
Die Weihrauchzedern (Calocedrus) sind eine Pflanzengattung in der Unterfamilie Cupressoideae innerhalb der Familie der Zypressengewächse (Cupressaceae). Die vier Arten kommen von den westlichen USA bis Mexiko und in Asien vor.

## Beschreibung

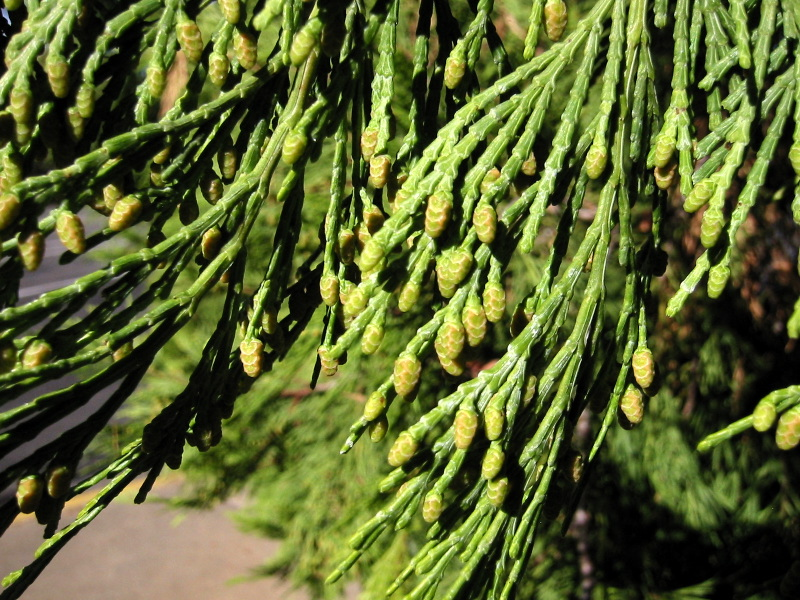
Zweig mit männlichen Zapfen der Kalifornischen Weihrauchzeder (Calocedrus decurrens)

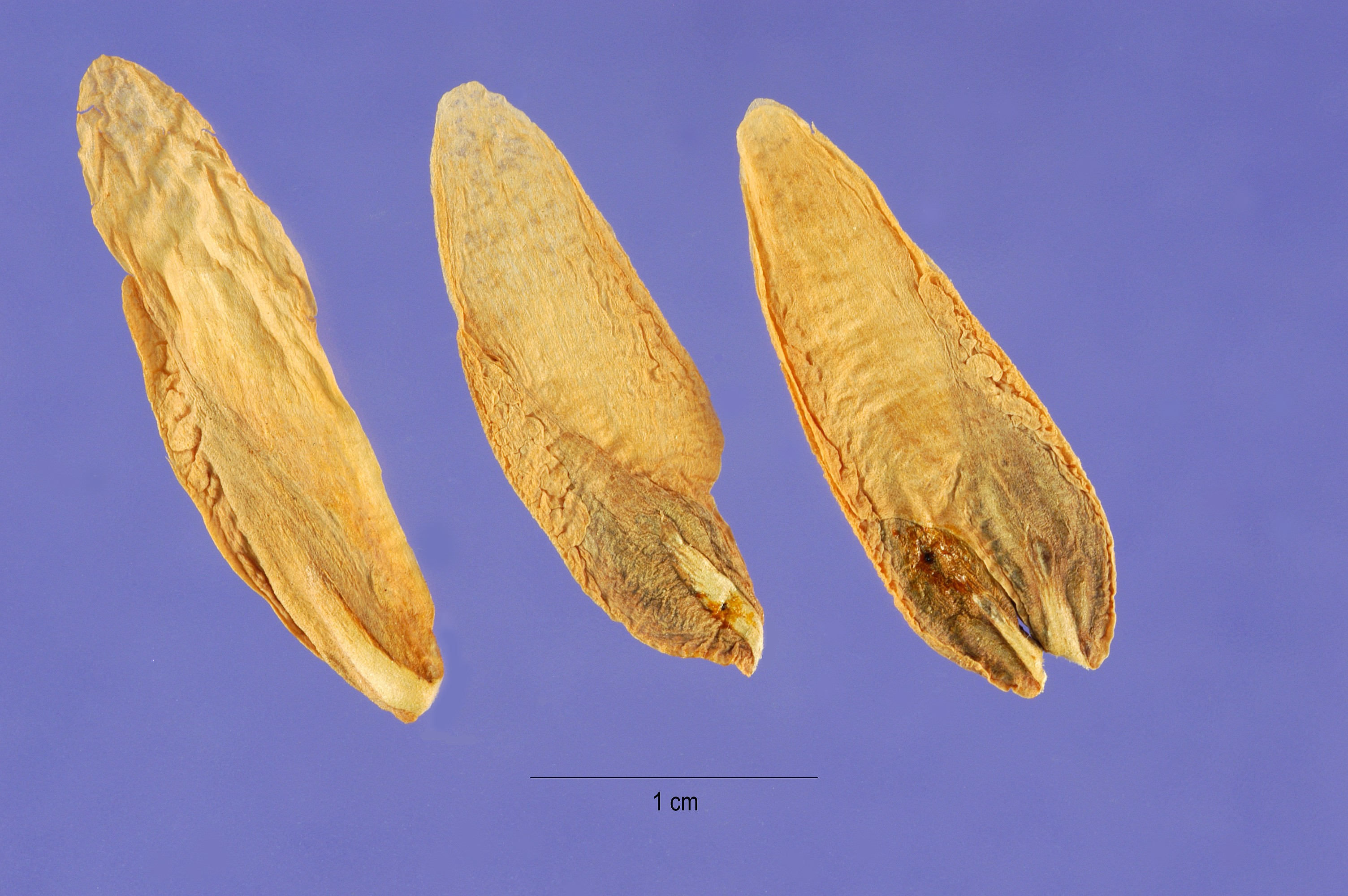
Geflügelte Samen der Kalifornischen Weihrauchzeder (Calocedrus decurrens)

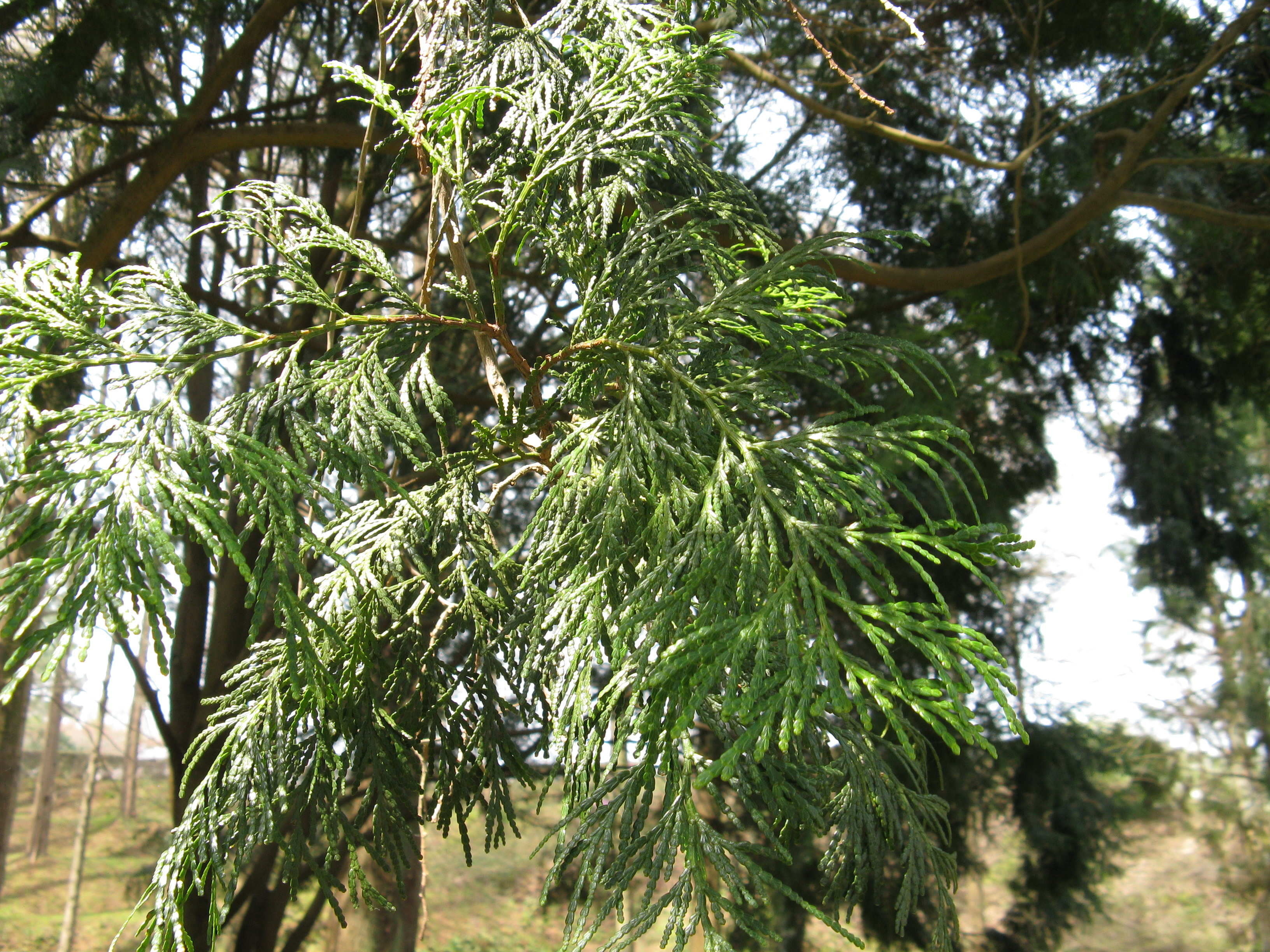
Formosa-Weihrauchzeder (Calocedrus formosana)

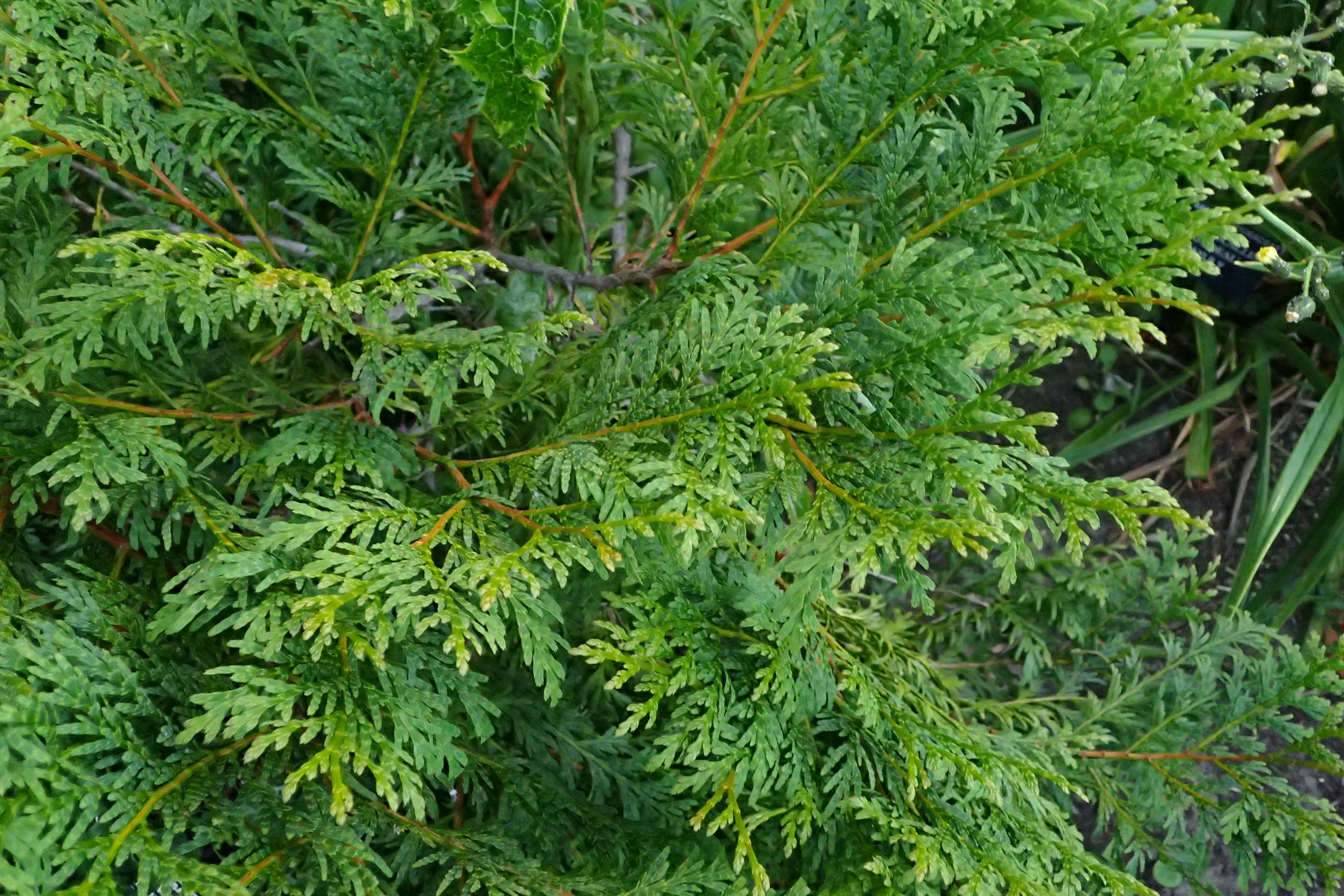
Chinesische Weihrauchzeder (Calocedrus macrolepis)

Weihrauchzedern sind immergrüne Bäume, die eine Wuchshöhe von 15 bis 46 (selten 57) m und einen Stammdurchmesser von 1,0 bis 1,5 (selten 3,6) m erreichen. Durch die dicke Borke sind sie relativ widerstandsfähig gegen Feuer.
Die schuppenförmigen Blätter sind bis zu 3 mm lang.
Weihrauchzedern sind einhäusig (monözisch). Weibliche und männliche Zapfen befinden sich auf unterschiedlichen Zweigen.
Die männlichen Zapfen sind länglich. Die holzigen weiblichen Zapfen sind oval und 17 bis 30 mm groß. Pro fertiler Zapfen-Schuppe entwickeln sich ein oder zwei geflügelte Samen, mit einem langen und einem kurzen Flügel. Der Pollenflug ist im Frühjahr, und die Samenreife erfolgt im gleichen Jahr. Die Sämlinge besitzen zwei Keimblätter (Kotyledonen).

## Verbreitung
Die einzelnen Arten haben Areale sowohl in den westlichen USA und Mexiko als auch in Myanmar, China, Taiwan und Vietnam. (Genauere Angaben zur Verbreitung bei den einzelnen Arten.)

## Systematik
Die Gattung Calocedrus wurde 1873 durch Sulpiz Kurz in Journal of Botany, British and Foreign, 11, S. 196. aufgestellt. Synonyme für Calocedrus Kurz sind Heyderia K.Koch und Libocedrus sensu Benth. et Hook. Der botanische Gattungsname Calocedrus leitet sich aus den griechischen Wörtern: kallos für „schön“ und kedros für „Zeder“ ab.
In der Gattung Weihrauchzedern (Calocedrus) gibt es etwa vier Arten:
- Kalifornische Weihrauchzeder (Calocedrus decurrens (Torr.) Florin): Beheimatet in den westlichen USA und Mexiko in Gebirgen auf Höhenlagen zwischen 300 und 2800 m ü. NN. Das Holz dieser Art wurde in Nordamerika über lange Zeit genutzt, um Bleistifte herzustellen.
- Formosa-Weihrauchzeder (Calocedrus formosana (Florin) Florin): Nur in Taiwan beheimatet: In den nördlichen und zentralen Bereichen der Insel in Höhenlagen zwischen 33 und 1900 m ü. NN.
- Chinesische Weihrauchzeder (Calocedrus macrolepis Kurz): Die Areale liegen in: Myanmar (bekannt unter dem Namen Birma und Burma), China in den Provinzen: Guangxi, Guizhou, Hainan und Yunnan in Höhenlagen zwischen 300 und 2000 m ü. NN, Thailand, Laos und in Vietnam in Höhenlagen über 900 m ü. NN in immergrünen, subtropischen Wäldern.[3]
- Calocedrus rupestris Aver., T.H.Nguyen & P.K.Loc: Kommt in Vietnam und im westlichen Guangxi vor.[3] Wurde erst 2004 beschrieben.

## Nutzung
In den Heimatländern und vielen anderen Ländern der Welt werden sie als Zierpflanzen verwendet.
Das witterungsbeständige Holz wird zum Beispiel zur Möbelherstellung genutzt.